# Kazuya Okamura
Kazuya Okamura (japanisch 岡村 和哉 Okamura Kazuya; * 15. Dezember 1987 in Ibara) ist ein japanischer Fußballspieler.

## Karriere
Okamura erlernte das Fußballspielen in der Jugendmannschaft von Cerezo Osaka und der Universitätsmannschaft der Osaka-Gakuin-Universität. Seinen ersten Vertrag unterschrieb er 2010 bei Roasso Kumamoto. Der Verein spielte in der zweithöchsten Liga des Landes, der J2 League. Im August 2011 wechselte er zum Drittligisten V-Varen Nagasaki. Mit dem Klub wurde er Meister der Japan Football League und stieg in die zweite Liga auf. Im Juli 2013 wechselte er zum Drittligisten Kamatamare Sanuki. 2013 wurde er mit dem Verein Vizemeister der Japan Football League und stieg in die zweite Liga auf. 2019 wechselte er zum Drittligisten Giravanz Kitakyushu. Am Ende der Saison 2021 stieg er mit dem Verein aus Kitakyūshū als Tabellenvorletzter in die dritte Liga ab. Nach dem Abstieg verließ er den Klub und schloss sich dem Drittligisten FC Gifu an.